# Матс Дейл
Матс Дейл (нід. Mats Deijl, нар. 15 липня 1997, Влардінген, Нідерланди) — нідерландський футболіст, фланговий захисник клубу «Гоу Егед Іглз».

## Ігрова кар'єра
Займатися футболом Матч Дейл почав в молодіжних командах нідерландських клубів «Валвейк» та «Ден Босх». Саме у складі останнього 16 грудня 2016 року футболіст дебютував на професійному рівні у матчі другого дивізіону чемпіонату Нідерландів.
В клубі Дейл провів шість сезонів, після чого влітку 2021 року перейшов до клубу Ередивізі «Гоу Егед Іглз», з яким підписав трирічний контракт. Першу гру в елітному дивізіоні Дейл провів 13 серпня 2021 року проти «Геренвена».

## Досягнення
«Гоу Егед Іглз»
- Володар Кубка Нідерландів: 2024–25[4]

Особисті
- Команда місяця Ередивізі: квітень 2025[5]